# Марио ал-Джибури
Марио ал-Джибури е български икономист от арабски произход, бивш председател на Държавната агенция по туризъм.

## Биография
Роден на 17 юни 1973 г. в семейството на иракчанин и българка.  Брат на Гати ал-Джибури - бивш зам.-министър на финансите. . Завършил е Колеж и Университет за строително инженерство във Великобритания. Беше съветник на заместник министър-председателя и министър на икономиката Николай Василев в правителството на Симеон Сакскобургготски. Работил е в Британско-българската камара в Лондон, като експерт в консултантската компания „Артър Андерсен“.
Участвал е в екипа, консултирал приватизацията на „Нефтохим“ и „Петрол“. До ноември 2002 г. работи в инвестиционната банка „Лазард“ в Лондон като експерт по корпоративни финанси за региона на Източна Европа, Близкия изток и Азия. 